# Komlewszczyzna
Komlewszczyzna (biał. Комлеўшчына, Komleuszczyna; ros. Комлевщина, Komlewszczina) – wieś na Białorusi, w obwodzie mińskim, w rejonie kleckim, w sielsowiecie Morocz.
Współcześnie w skład miejscowości wchodzi także dawny folwark Komlewszczyzna Nowa.

## Historia
W dwudziestoleciu międzywojennym leżała w Polsce, w województwie nowogródzkim, w powiecie nieświeskim, w gminie Zaostrowiecze. W 1921 Komlewszczyzna liczyła 285 mieszkańców, zamieszkałych w 47 budynkach, w tym 232 Białorusinów, 52 Polaków i 1 osobę innej narodowości. 242 mieszkańców było wyznania prawosławnego, 30 mojżeszowego i 13 rzymskokatolickiego. Komlewszczyzna Nowa liczyła zaś 34 mieszkańców, zamieszkałych w 5 budynkach, w tym 17 Polaków, 12 Białorusinów i 5 osób innej narodowości. 20 mieszkańców było wyznania prawosławnego i 14 rzymskokatolickiego.
Po II wojnie światowej w granicach Związku Sowieckiego. Od 1991 w niepodległej Białorusi.